# Zeche Mansfeld

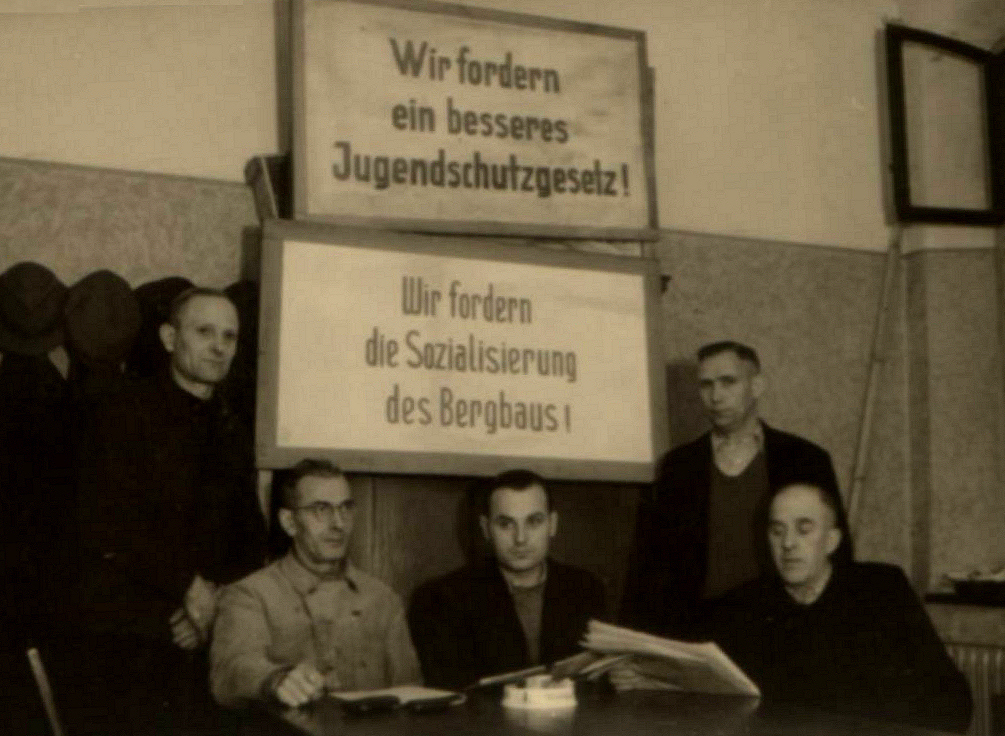
Betriebsrat der Zeche Mansfeld, 1951, oben rechts: Vorsitzender Hermann Günther

Die Zeche Mansfeld ist ein ehemaliges Steinkohlebergwerk im Bochumer Stadtteil Langendreer. Das Bergwerk ist durch die Konsolidation von mehreren bis dahin eigenständigen Bergwerken entstanden. Das Bergwerk war fast 90 Jahre in Betrieb.

## Geschichte

### Die Anfänge
Am 2. April des Jahres 1872 kaufte die Actien-Gesellschaft für Bergbau, Eisen- und Stahlindustrie aus Berlin die Grubenfelder und die darin befindlichen Bergwerke der Zechen Colonia und Vereinigte Urbanus. Im Jahr 1875 gingen beide Bergwerke in das Eigentum der Mansfelder Kupferschiefer bauenden Gewerkschaft aus Eisleben über. Die Gewerkschaft benötigte die auf den beiden Bergwerken geförderten Kohlen, um den Bedarf ihrer eigenen Hüttenwerke zu decken. Die Mansfelder Kupferschiefer bauenden Gewerkschaft benannte das Bergwerk noch im selben Jahr um in Zeche Mansfelder Gewerkschaft. Kurz nachdem die beiden Bergwerke miteinander vereinigt worden waren, wurden am 11. Oktober desselben Jahres die beiden Felder Erstling & Egide und Königsau mit dem neuen Bergwerk vereinigt. Die beiden Schächte blieben als Schacht Colonia und Schacht Urbanus erhalten. Schacht Urbanus, auch genannt Schacht Friedrich Wilhelm, war ein tonnlägiger Schacht. Im Schacht befand sich bei einer Teufe von 149 Metern (- 33 m NN) die 3. Sohle und bei einer Teufe von 188 Metern (- 72 m NN) die 4. Sohle. Im Schacht Colonia befand sich bei einer Teufe von 61 Metern (+ 41 m NN) die 1. Sohle und bei einer Teufe von 130 Metern (- 28 m NN) die 2. Sohle. Auf dem Betriebsteil Colonia befand sich eine alte Kokerei mit 30 Koksöfen. Auf dem Baufeld Urbanus war ebenfalls eine Kokerei vorhanden. Die vereinigten Bergwerke wurden nun unter dem Namen Zeche Mansfelder Gewerkschaft geführt. Noch im selben Jahr übernahm die Verwaltung der Gewerkschaftlich Mansfeldschen Steinkohlenzechen und Coaksanstalten Westfalen mit Sitz in Bochum die Leitung des Bergwerks.

### Die ersten Betriebsjahre
Bereits im Jahr 1875 ging das Bergwerk in Betrieb. Im Jahr darauf wurde auf der 1. Sohle ein Durchschlag zwischen den Baufeldern Urbanus und Colonia erstellt. Der Schacht Colonia wurde tiefer geteuft und bei einer Teufe von 229 Metern (- 125 m NN) wurde die 3. Sohle angesetzt. Am 7. Mai des Jahres 1877 wurden die Felder Colonia, Erstling & Egide, Königsau und Urbanus konsolidiert. Auf der 2. Sohle wurde ein Durchschlag zwischen Urbanus und Colonia erstellt. Das Baufeld Urbanus diente nun nur noch der Eigenbedarfsförderung und dem Landabsatz. Im selben Jahr wurde das Bergwerk umbenannt in Steinkohlenbergwerk Mansfeld. Im Jahr 1878 wurden die Teufarbeiten am Schacht Urbanus wiederaufgenommen, und der Schacht wurde tiefer geteuft. Noch im selben Jahr wurde bei einer Teufe von 229 Metern (- 125 m NN) die 5. Sohle angesetzt. Auf dem Baufeld Colonia wurde am 4. Oktober desselben Jahres eine neue Kokerei in Betrieb genommen. Am 11. Januar des Jahres 1879 kam es auf Urbanus zu einem Defekt an der Wasserhaltung, daraufhin wurde die 2. Sohle abgedämmt. Am 23. April desselben Jahres kam es über Tage zu einem Brand, zur gleichen Zeit soff auch das Grubengebäude ab und musste gesümpft werden. Die Sümpfungsarbeiten dauerten bis August an. Im Jahr 1880 wurde auf der 3. Sohle ein Durchschlag zwischen den Feldern Colonia und Urbanus erstellt. Im Jahr 1881 wurde auf dem Betriebsteil Urbanus mit den Teufarbeiten für einen gebrochenen Wetterschacht begonnen.
Da sich im Besitz der Mansfeldschen Gewerkschaft auch 114 Kuxe der Gewerkschaft Junger Herrmann befanden, beschloss man im Jahr 1882, auch im Feld der Zeche Junger Hermann durch die Zeche Mansfeld abzubauen. Hierfür wurde am 16. Mai desselben Jahres ein Vertrag zwischen den beiden Gewerkschaften geschlossen. Im selben Jahr gingen auf der Zeche Mansfeld mehrere Bauabteilungen zu Bruch. Im Jahr 1883 war der gebrochene Wetterschacht so weit fertiggestellt, dass er bis zur 1. Sohle in Betrieb ging. Im Jahr darauf erfolgte der Aufschluss des Feldes Glück & Segen. Außerdem wurde mit dem Abbau im Feld Junger Herrmann begonnen. Im Jahr 1885 begann man mit den Teufarbeiten für den Schacht 3. Dieser als Wetterschacht geplante Schacht wurde auch Schacht Colonia 3 genannt. Der Schacht wurde südlich von Schacht Colonia an der heutigen Straße Am Neggenborn angesetzt. Bereits im Jahr 1886 erreichte der Schacht bei einer Teufe von 13 Metern das Karbon. Im selben Jahr wurde das Feld Glück & Segen übernommen. Im Jahr 1887 wurde mit dem Abbau im Feld Glück & Segen begonnen. Im selben Jahr wurde der Schacht Colonia 3 bis zur 2. Sohle geteuft und ein Durchschlag mit Schacht Colonia erstellt. Im Jahr 1888 wurde der Schacht Colonia 3 mit der 3. Sohle durchschlägig. Im Jahr 1890 wurde im Schacht Colonia bei einer Teufe von 292 Metern (- 207 m NN) die 4. Sohle angesetzt. Im Jahr 1891 wurde der Wetterschacht Colonia 3 in Betrieb genommen und auf der 4. Sohle mit dem Abbau begonnen. Der Schacht Urbanus diente von diesem Zeitpunkt an nur noch der Eigenbedarfsförderung.

### Der weitere Ausbau und Betrieb
Im Jahr 1892 wurden Versuche durchgeführt, den bereits im Mansfelder Kupferschieferbergbau eingeführten Abbauhammer auch auf der Zeche Mansfeld einzuführen. Allerdings verliefen diese Versuche nicht erfolgreich. Im darauffolgenden Jahr wurde der Schacht Colonia bis zur 4. Sohle tiefer geteuft. Im Jahr 1897 begannen die Teufarbeiten für den Schacht 4. Zu diesem Zeitpunkt gehörte das Bergwerk zum Bergrevier Witten. Der Schacht, auch Schacht Colonia 2 genannt, wurde 100 Meter von Schacht Colonia (Colonia 1) angesetzt. Der Schacht wurde noch im selben Jahr bis auf eine Teufe von 74 Metern geteuft. Der Schacht sollte vorerst nur zur Förderung von Grubenholz und Bergen dienen. Außerdem wurden in diesem Jahr die Teufarbeiten am Schacht Colonia fortgesetzt. Mit dem Tieferteufen des Schachtes wurde jedoch erst zum Jahresende begonnen. Im selben Jahr erwarb die Mansfeld AG die restlichen Kuxe der Steinkohlengewerkschaft Glück- und Segener Erbstolln. Die Vorrichtungsarbeiten liefen auf dem Bergwerk weiter wie geplant. Auch der Abbau verlief planmäßig. Es waren 14 Flöze mit einer Mächtigkeit von 0,6 bis drei Metern in Verhieb. Über Tage wurde am Schacht 3 der Grubenlüfter von Schacht Colonia aufgebaut. Außerdem wurden an Schacht Colonia fünf neue Dampfkessel und ein Kompressor installiert.
Nachdem das Feld Glück & Segen erworben worden war, umfasste die Berechtsame der Zeche Mansfeld eine Fläche von 7,1 km². Im Jahr 1899 wurde im Schacht Colonia bei einer Teufe von 415 Metern (- 311 m NN) die 5. Sohle angesetzt. Im gleichen Jahr wurde die alte Kokerei auf dem Betriebsteil Colonia stillgelegt. Als Ersatz wurde eine neue Kokerei mit 85 Abhitzeöfen, einer Ammoniakfabrik und einer Teerdestillation erbaut. Im selben Jahr wurde der Schacht Colonia 2 mit der 5. Sohle durchschlägig. Im Jahr 1901 wurde mit den Teufarbeiten für den Schacht 5 begonnen. Der Schacht 5, auch Wetterschacht Urbanus 5, wurde im Feld Glück & Segen in Bochum-Querenburg angesetzt. Im selben Jahr wurden das Feld Halter und das Feld Herrmann erworben. Im Jahr darauf wurde im Wetterschacht Urbanus 5 bei einer Teufe von 118 Metern (- 2 m NN) die 1. Sohle angesetzt. Außerdem wurde in diesem Jahr das Feld Streifen mit einer Größe von 0,065 km² erworben. Im Jahr 1903 wurde der Schacht Urbanus stillgelegt. Außerdem wurde im selben Jahr der Wetterschacht Urbanus 5 in Betrieb genommen. Das Feld Halter wurde wegen Unbauwürdigkeit aufgegeben. Im Jahr 1904 trat das Bergwerk dem Rheinisch-Westfälischen Kohlen-Syndikat bei.
Im Jahr 1905 wurde auf dem Schacht Colonia 3 die Förderung eingestellt, der Schacht diente nun nur noch als Wetterschacht. Im Jahr darauf wurden die Teufarbeiten am Schacht Colonia 1 wieder aufgenommen und der Schacht wurde tiefer geteuft. Im Jahr 1907 wurden mehrere Schächte umbenannt. Schacht Colonia 1 wurde umbenannt in Schacht 1, Schacht Colonia 2 wurde umbenannt in Schacht 4, Schacht Colonia 3 wurde umbenannt in Wetterschacht 3, Schacht Urbanus 5 wurde umbenannt in Wetterschacht 5. Das gesamte Bergwerk bestand aus drei Teilbereichen, den Anlagen 1/4, 3 und 5. Im selben Jahr wurde im Schacht 1 bei einer Teufe von 516 Metern (- 412 m NN) die 6. Sohle angesetzt. Außerdem wurden die Teufarbeiten am Schacht 4 wieder aufgenommen und der Schacht wurde tiefer geteuft. Im Jahr 1908 wurde der Schacht 4 mit der 6. Sohle durchschlägig. Am Wetterschacht 5 wurde ein Tagesaufhauen bis in das Flöz Sonnenschein aufgefahren. Am 20. Juli des Jahres 1909 kam es auf dem Bergwerk zu einer Schlagwetterexplosion, bei diesem Grubenunglück wurden fünf Bergleute getötet. Im Jahr 1910 erwarb die Mansfeldsche Gewerkschaft von der Gewerkschaft Vereinigte Constantin der Große die Felder Leonhard I und Leonhard II. Beide Felder waren noch unverritzt. Durch den Ankauf dieser beiden Felder umfasste die Berechtsame nun eine Fläche von 12,5 km². Im Jahr 1912 wurde im Wetterschacht 3 ein Aufbruch von der 5. Sohle zur 4. Sohle erstellt.

### Die Zeit der Weltkriege
Im Jahr 1914 trat die Zeche Mansfeld der Deutschen Ammoniak-Verkaufs-Vereinigung der Deutschen Benzol-Vereinigung und der Schwefelsäure Vereinigung bei. Im Jahr 1915 wurde mit der Förderung ab der 5. Sohle begonnen. Am 5. September des Jahres 1917 kam es erneut zu einer Schlagwetterexplosion, hierbei kamen 13 Bergleute ums Leben. Nach dem Ersten Weltkrieg wurde im Jahr 1921 die Zeche Mansfeld zusammen mit dem weiteren Besitz der Mansfeldschen Kupferschiefer bauenden Gewerkschaft von Mansfeld Aktiengesellschaft Bergbau und Hüttenbetrieb übernommen. Diese Gesellschaft, die am 26. November desselben Jahres gegründet worden war, hatte ihren Sitz in Eisleben. Im Jahr darauf wurde das Feld Junger Hermann erworben. Im Jahr 1923 wurde das Feld Streifen erworben. Außerdem wurde der Schacht 6 von der 1. Sohle bis nach über Tage als Aufbruch erstellt. Der Schacht befand sich unmittelbar neben Schacht 5. Allerdings wurde der Schacht 6 später aus wirtschaftlichen Gründen wieder aufgegeben. Im Jahr darauf wurde die Kokerei des Bergwerks durch 50 Regenerativ-Verbundöfen erweitert. Im Jahr 1926 wurde im Schacht 4 bei einer Teufe von 670 Metern (- 566 m NN) die 7. Sohle angesetzt. Die Berechtsame umfasste nun eine Fläche von 11,8 km². Im Jahr 1926 beteiligte sich das Bergwerk an der Gründung der Aktiengesellschaft für Kohleverwertung.
Im Jahr 1934 wurde der Schacht 4 zum Hauptförderschacht umgebaut. Im Jahr darauf ging der Schacht 4 als Hauptförderschacht in Betrieb. Im Jahr 1938 wurde im Schacht 4 die Förderung ab der 7. Sohle aufgenommen. Im Jahr 1941 wurde der Schacht 3 mit der 6. Sohle durchschlägig. Im Jahr 1943 wurde der Schacht 5 stillgelegt. Im selben Jahr wurde auf dem Bergwerk die erste planmäßige Grubengasabsaugung im Ruhrgebiet in Betrieb genommen. Im Jahr 1944 wurde der Schacht 6 wieder in Betrieb genommen. Die 8. Sohle wurde als tiefste Sohle des Bergwerks über Blindschächte gelöst. Die Sohle lag bei einer Teufe von 824 Metern (- 720 m NN). Am 15. Januar des Jahres 1945 wurde das Bergwerk Ziel eines Bombenangriffes. Bei diesem Bombenangriff wurden 61 Menschen getötet. Außerdem wurden die Tagesanlagen sehr stark beschädigt. Der Schacht 6 wurde im selben Jahr endgültig aufgegeben. Die 7. Sohle und die 8. Sohle soffen anschließend ab und mussten gesümpft werden. Die Sümpfungsarbeiten wurden ab August desselben Jahres durchgeführt. Als Folge der schweren Zerstörungen aufgrund des Bombenangriffes kamen sowohl die Kohleförderung als auch die Kokserzeugung zum Erliegen.

### Der Wiederaufbau nach dem Zweiten Weltkrieg

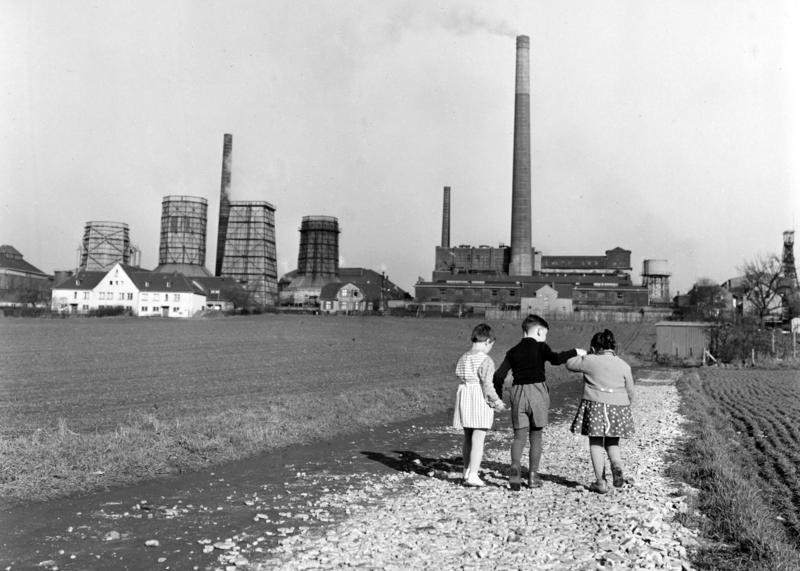
Spielende Kinder vor der Zeche Mansfeld, 1961

Nach Ende des Zweiten Weltkrieges wurde die Kohleförderung Anfang des Jahres 1946 wieder geringfügig aufgenommen. Die Sümpfungsarbeiten dauerten auch in diesem Jahr noch an. Im Jahr 1947 waren die Betriebsteile 1/4 und 3 vorhanden, Hauptfördersohle war die 7. Sohle. Im Jahr 1948 wurde die im Krieg stark beschädigte Kokerei wieder in Betrieb genommen. Nach der Enteignung der Mansfeld AG für Bergbau und Hüttenbetrieb in der DDR verlegte die Gesellschaft ihren Sitz nach Hannover. Außerdem wurden Teile des Grubenfeldes an die Kleinzechen Lieselotte und Ruhrtal verpachtet. 1950 bestand das Bergwerk aus den Feldern Consolidierte Mansfeld, Junger Hermann, Glück & Segener Erbstolln, Halter, Streifen, Verbindungsbank-Nord und Vincenz-Nord. Die gesamte Berechtsame umfasste eine Fläche von 10,6 km². Im Jahr 1953 wurde mit den Teufarbeiten für den Wetterschacht 7 begonnen. Der Schacht wurde westlich vom ehemaligen Schacht Urbanus in Langendreer-Kaltehardt an der Bundesstraße 226 angesetzt. Im Jahr 1955 wurde der Schacht 7 bis zur 4. Sohle in Betrieb genommen. Das Bergwerk hatte nun vier Schächte, davon zwei Wetterschächte und zwei Förderschächte. Es war eine Kokerei mit einer Kohlenwertstoffanlage in Betrieb. Außerdem betrieb das Bergwerk eine Stromerzeugungsanlage mit einer elektrischen Leistung von 18,5 Megawatt. In dem Zeitraum von 1956 bis 1958 wurden mehrere Versuche zur Mechanisierung der Gewinnung von steil gelagerten Flözen durchgeführt.

### Die letzten Jahre bis zur Stilllegung
Im Jahr 1959 war der Schacht 3 bis zur 7. Sohle in Betrieb. Im selben Jahr wurden die Teufarbeiten an Schacht 4 wieder aufgenommen und der Schacht wurde ab der 7. Sohle tiefer geteuft. Im Jahr 1961 wurde der Schacht 4 bis zur 8. Sohle fertiggestellt. Am 31. März 1963 wurde das Bergwerk stillgelegt. Die Schächte 3 und 7 wurden anschließend verfüllt. Die Schächte 1 und 4 blieben zunächst für die Wasserhaltung von der Zeche Robert Müser offen. Außerdem wurden in der Folgezeit die Tagesanlagen abgebrochen. Im Juni des Jahres 1968 wurde die Wasserhaltung nicht mehr benötigt, da die Zeche Robert Müser mittlerweile stillgelegt worden war. Nun wurden auch die Schächte 1 und 4 verfüllt.

## Förderung und Belegschaft

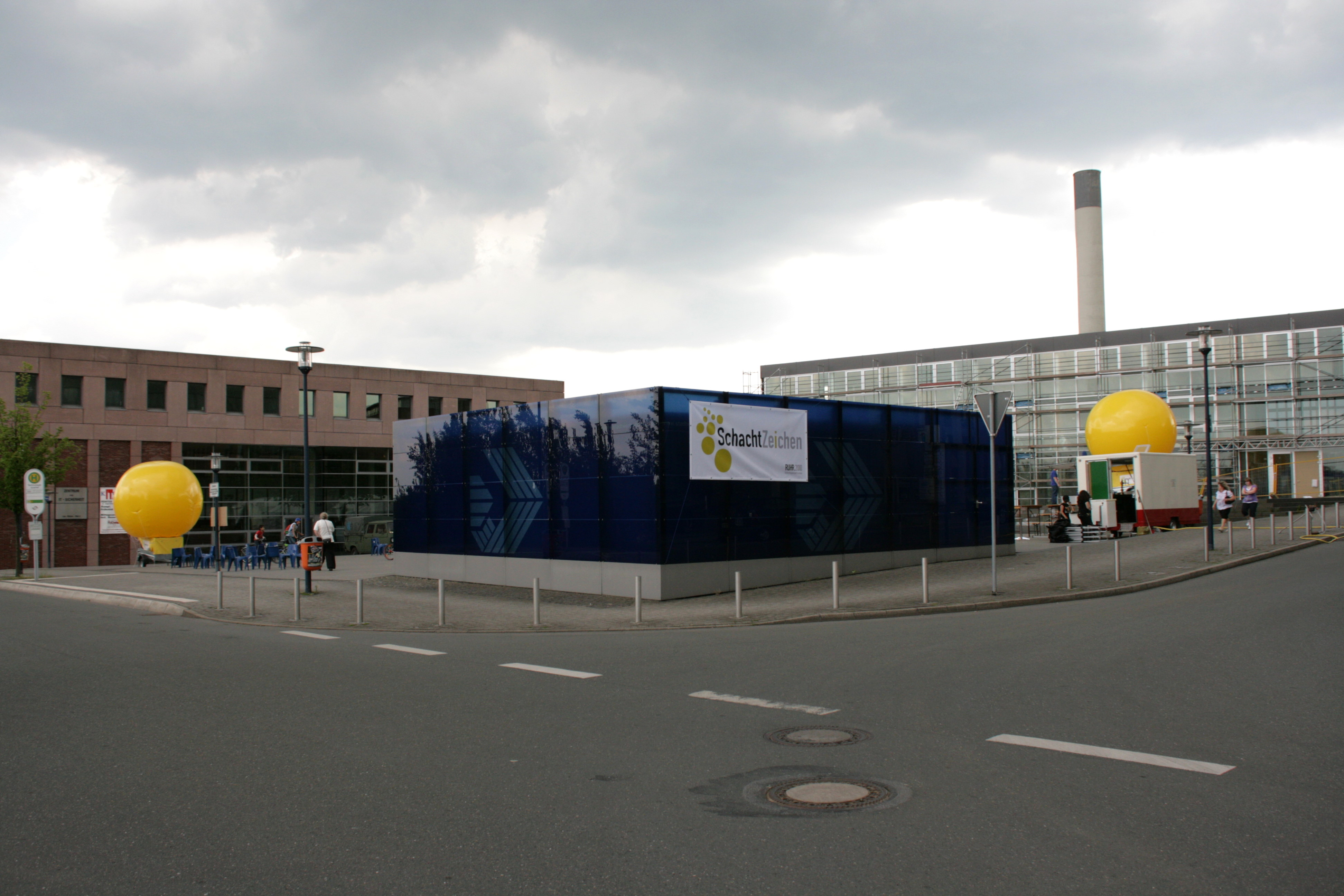
Heutige Ansicht des ehemaligen Zechengeländes Mansfeld 5 mit SchachtZeichen

| Jahr | Geförderte Steinkohle in Tonnen | Anzahl der Bergleute | Quelle |
| ---- | ------------------------------- | -------------------- | ------ |
| 1875 | 101.691                         | 0418                 | [ 1 ]  |
| 1877 | 100.000                         |                      | [ 3 ]  |
| 1880 | 122.605                         | 0423                 |        |
| 1885 | 231.951                         | 0916                 |        |
| 1890 | 263.104                         | 0955                 |        |
| 1900 | 313.293                         | 1387                 |        |
| 1910 | 498.131                         | 1952                 | [ 1 ]  |
| 1913 | 603.000                         |                      | [ 2 ]  |
| 1920 | 426.133                         | 2192                 |        |
| 1925 | 560.537                         | 2381                 | [ 1 ]  |
| 1929 | 677.000                         |                      | [ 2 ]  |
| 1939 | 759.219                         | 2252                 |        |
| 1946 | 198.604                         | 1637                 |        |
| 1950 | 563.434                         | 2521                 | [ 1 ]  |
| 1956 | 620.000                         | 3000                 | [ 4 ]  |
| 1958 | 540.000                         |                      |        |
| 1960 | 437.000                         | 2170                 | [ 2 ]  |
| 1962 | 356.798                         | 0917                 | [ 1 ]  |

## Heutiger Zustand
Auf dem Gelände von Schacht 5 stehen das Gewerbegebiet Technologie-Quartier sowie das Technische Zentrum der Ruhr-Universität Bochum. Das gemeinsame Heizkraftwerk der Stadtwerke Bochum und der Ruhr-Universität, mit der Postanschrift Konrad-Zuse-Straße 7, hat eine Leistung von ca. 180 MW. Es erzeugt mittels Kraft-Wärme-Kopplung Strom aus Erdgas für das Netz der Ruhr-Universität, sowie Fernwärme für die Ruhr-Universität und die FUW Fernwärmeversorgung Universitäts-Wohnstadt Bochum GmbH.